# Сен-Жан-де-Суден
Сен-Жан-де-Суден (фр. Saint-Jean-de-Soudain) — коммуна во Франции, находится в регионе Рона — Альпы. Департамент коммуны — Изер. Входит в состав кантона Тур-дю-Пен. Округ коммуны — Ла-Тур-дю-Пен.
Код INSEE коммуны — 38401. Население коммуны на 1999 год составляло 980 человек. Населённый пункт находится на высоте от 303  до 471  метров над уровнем моря. Муниципалитет расположен на расстоянии около 440 км юго-восточнее Парижа, 55 км юго-восточнее Лиона, 50 км северо-западнее Гренобля. Мэр коммуны — M. Vial, мандат действует на протяжении 2001—2008 гг.
Динамика населения (INSEE):